# Sansern Limwattana
Sansern Limwattana (tiếng Thái: สรรเสริญ ลิ้มวัฒนะ, sinh ngày 30 tháng 6 năm 1997), là một cầu thủ bóng đá người Thái Lan thi đấu ở vị trí tiền vệ cho câu lạc bộ Giải bóng đá Ngoại hạng Thái Lan Sukhothai.

## Đời sống cá nhân
Sansern có một người anh, Baramee Limwattana cũng là một cầu thủ bóng đá và thi đấu cho Buriram United ở vị trí tiền vệ.

## Câu lạc bộ
Trẻ
| Năm       | Câu lạc bộ      |
| --------- | --------------- |
| 2011–2013 | Onehunga Sports |

Đội tuyển
| Năm       | Câu lạc bộ        | Giải đấu                         |
| --------- | ----------------- | -------------------------------- |
| 2013–2014 | Waitakere United  | ASB Premiership                  |
| 2014      | Sriracha Banbueng | Thai Division 1 League           |
| 2014–     | Buriram United    | Giải bóng đá Ngoại hạng Thái Lan |
| 2015      | Surin City (mượn) | Thai Division 1 League           |
| 2015      | Phichit (mượn)    | Thai Division 1 League           |
| 2016      | Bangkok United    | Giải bóng đá Ngoại hạng Thái Lan |

## Sự nghiệp quốc tế
Anh đoạt chức vô địch Giải vô địch bóng đá U-19 Đông Nam Á 2015 với U-19 Thái Lan.

### Bàn thắng quốc tế

#### U-23
| #  | Ngày                | Địa điểm                              | Đối thủ   | Tỉ số | Kết quả | Giải đấu |
| -- | ------------------- | ------------------------------------- | --------- | ----- | ------- | -------- |
| 1. | 31 tháng 5 năm 2018 | Sân vận động PTIK, Jakarta, Indonesia | Indonesia | 1–1   | 1–2     | Giao hữu |

#### U-19
| #  | Ngày                | Địa điểm                                       | Đối thủ     | Tỉ số | Kết quả | Giải đấu                                  |
| -- | ------------------- | ---------------------------------------------- | ----------- | ----- | ------- | ----------------------------------------- |
| 1. | 26 tháng 8 năm 2015 | Sân vận động Quốc gia Lào mới, Viêng Chăn, Lào | Philippines | 2–0   | 4–1     | Giải vô địch bóng đá U-19 Đông Nam Á 2015 |
| 2. | 28 tháng 8 năm 2015 | Sân vận động Quốc gia Lào mới, Viêng Chăn, Lào | Brunei      | 1–0   | 6–0     | Giải vô địch bóng đá U-19 Đông Nam Á 2015 |
| 3. | 4 tháng 9 năm 2015  | Sân vận động Quốc gia Lào mới, Viêng Chăn, Lào | Malaysia    | 3–0   | 5–0     | Giải vô địch bóng đá U-19 Đông Nam Á 2015 |

## Danh hiệu

### Quốc tế
U-19 Thái Lan
- Giải vô địch bóng đá U-19 Đông Nam Á: 2015